# Architetture militari di Roma
Le architetture militari di Roma risalgono alle origini mitiche della città, quando Romolo avrebbe innalzato le mura della Roma quadrata, e ricoprirono un ruolo rilevante nell'intero arco della storia dell'Urbe, determinandone lo sviluppo e la difesa.

## Castelli

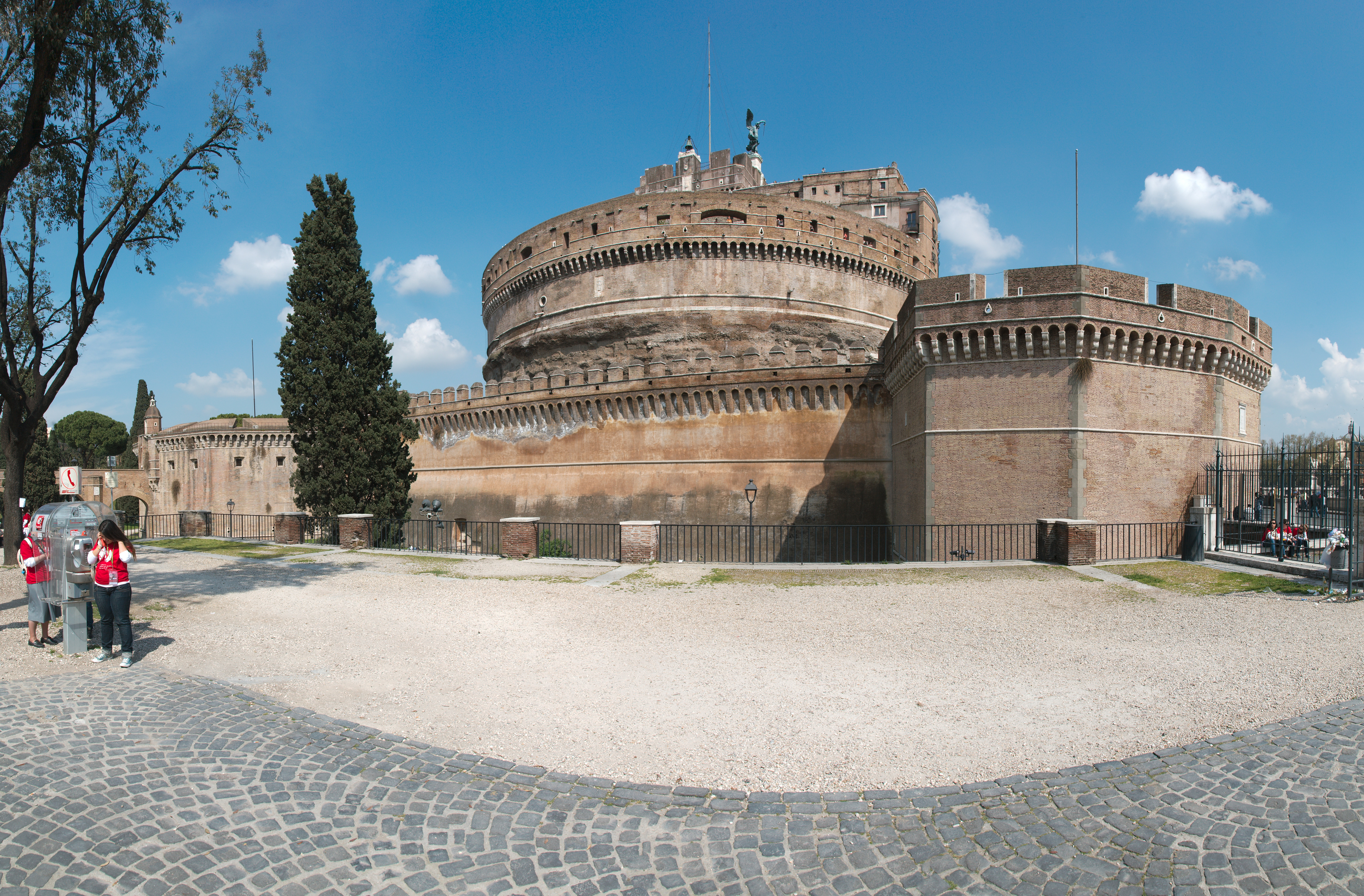
Panoramica di Castel Sant'Angelo dal lato occidentale

Simbolo del potere delle nobili famiglie signorili che si contendevano il dominio sul trono pontificio e la corona imperiale nei secoli bui tra l'alto e il basso Medioevo, i numerosi castelli di Roma caratterizzano in particolar modo il paesaggio dell'agro Romano, sede delle antiche tenute papali e nobiliari.
Alcuni di essi, tuttavia, sono siti all'interno del centro storico cittadino, come Castel Sant'Angelo, antico mausoleo di Adriano divenuto vera e propria fortificazione quando papa Leone IV fondò la civitas Leonina, e il castello Caetani all'Isola Tiberina, costituito da un complesso di vari palazzetti costruiti nell'arco di quattro secoli intorno ad una torre del X secolo. Si deve alla stessa famiglia la costruzione del castrum Caetani sull'Appia Antica, che utilizzò l'antico mausoleo di Cecilia Metella come torrione.
Inoltre, alcune basiliche esterne alle mura aureliane furono fortificate nell'alto medioevo per difenderle dai saccheggi, in particolare dai saraceni: la città Leonina a San Pietro, Giovannipoli a San Paolo, castrum Laurentianum a San Lorenzo.
Numerosi sono i castelli edificati nel periodo compreso tra il X e il XIII secolo: Castel Porziano, Castello della Magliana, Castello di Isola Farnese, Castello della Spizzichina, Castello della Castelluccia e il Castellaccio a La Giustiniana. Di epoca medievale anche i castelli di Lunghezza, della Crescenza e della Cecchignola, mentre risale al rinascimento il castello di Giulio II nel borgo di Ostia antica. Sono stati costruiti nel XVIII secolo, invece, il castello Scandeluzza e il castello Chigi, edificato nel luogo dove un tempo sorgeva il castrum Fusani (odierna tenuta di Castelfusano); nei pressi dell'area archeologica della villa di Livia si trova l'ottocentesco castello del cardinal Silj, in stile neogotico.
Strettamente legati alla città di Roma, i castelli Romani, proprietà di varie famiglie baronali romane, furono edificati durante l'età medievale in diversi paesi o cittadine a breve distanza dalla città capitolina; oggi il toponimo indica l'insieme di questi comuni posti sui Colli Albani sede dei castelli delle famiglie feudali di Roma.

## Torri
(Mirabilia Urbis Romae, I (De muro Urbis))

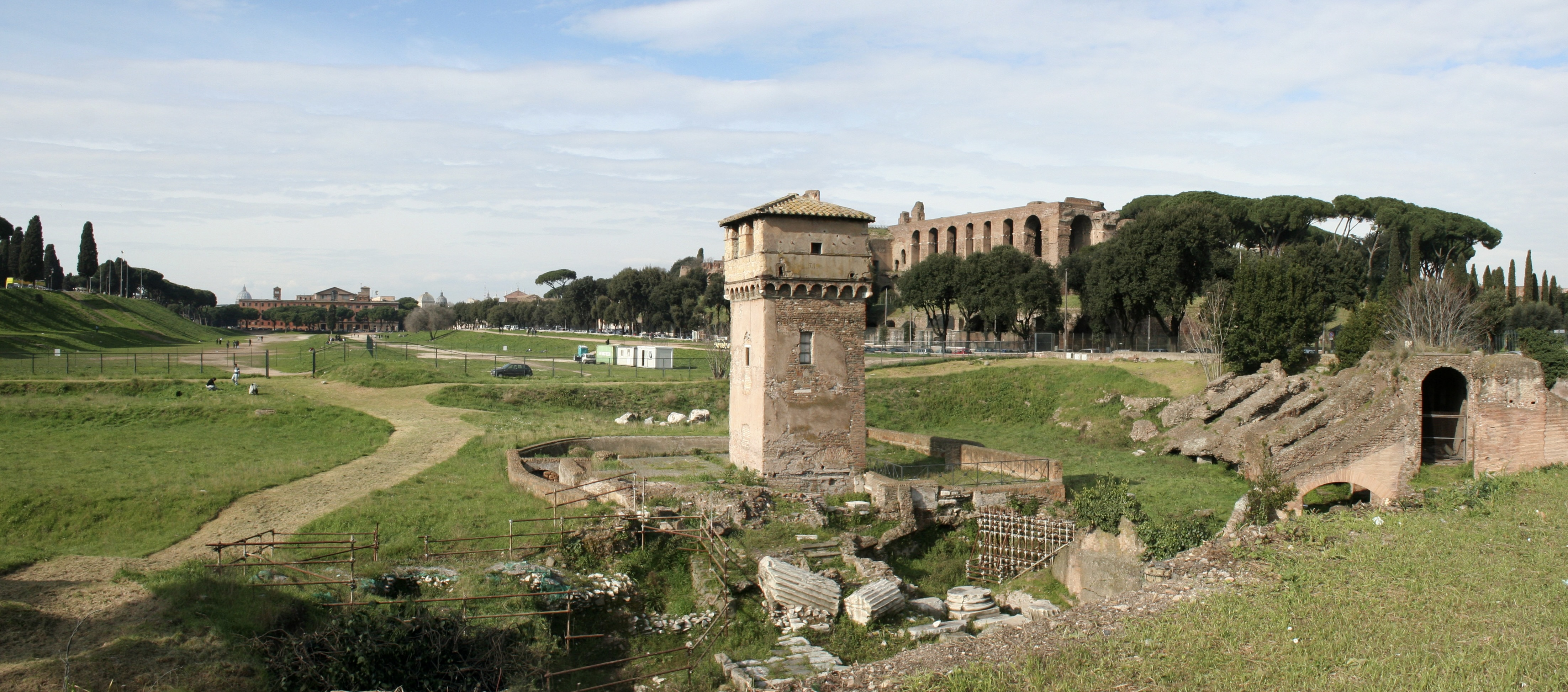
Torre della Moletta a Circo Massimo

Altra immagine caratteristica della Roma in epoca medievale, le torri erano le dimore e le fortezze delle potenti famiglie baronali che spadroneggiavano in città tra il X e il XIV secolo.
Numerose torri subirono danneggiamenti a causa dei terremoti che colpirono Roma, altre furono inglobate nei palazzi rinascimentali o di epoche successive; circa 140 di esse, tuttavia, furono distrutte nel 1258 per volere del senatore ghibellino Brancaleone degli Andalò, che si vendicò dei nobili che tre anni prima lo avevano imprigionato nel corso di una ribellione. Ferdinand Gregorovius affermò che nel medioevo Roma contasse circa 900 torri, di cui un terzo appartenente alla cerchia muraria cittadina e le rimanenti ugualmente divise tra famiglie baronali e clericali. A partire dal XVI secolo, molte delle torri superstiti furono adattate a forma di belvedere.
Sono circa una cinquantina le torri che ancora si ergono in Roma, tra cui nel centro storico torre delle Milizie, torre Argentina, torre Caetani, torre dei Capocci, torre dei Conti, tor Sanguigna e torre della Moletta, e fuori dal centro tor de' Schiavi, torre di Centocelle, Tor Marancia, tor Pignattara e tor Tre Teste. Sul litorale furono costruite anche diverse torri costiere di difesa tra cui le scomparse torre del Vajanico (Pomezia) e torre Clementina (Fiumicino) e le torri ostiensi, ossia tor Boacciana e tor San Michele.

## Mura

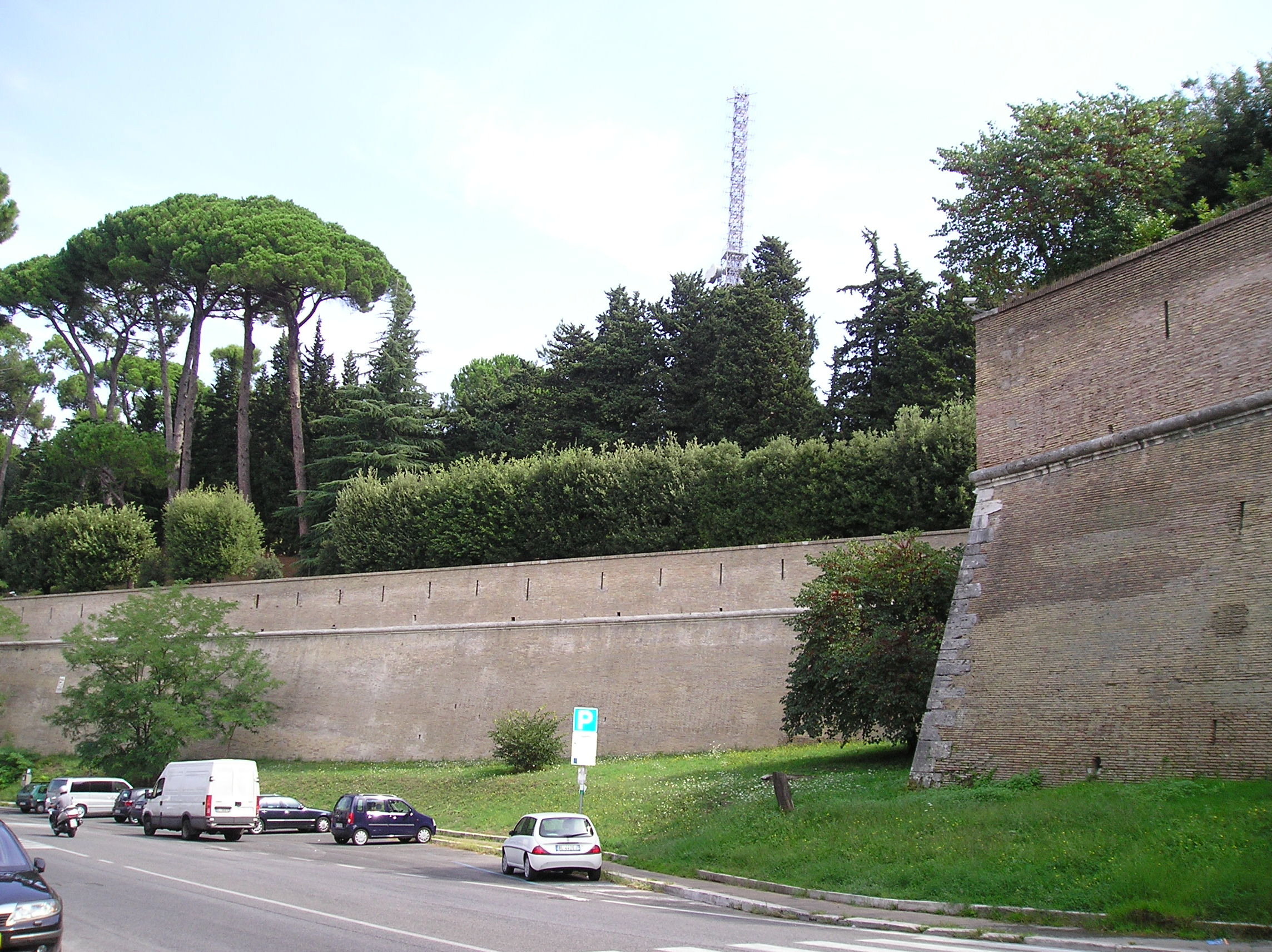
Le mura Vaticane

La cinta muraria di Roma si è sviluppata nel corso dei secoli, dalle origini della città fino al XVII secolo: tuttora è in gran parte visibile o ravvisabile, al punto che Roma è l'unica capitale europea ad avere conservato quasi interamente il circuito delle sue mura.
Nel corso della sua storia furono eretti cinque distinti sistemi difensivi: le mura di Romolo della Roma quadrata, che segnarono il confine sacro dell'urbs, il pomerium; quelle serviane (poi ricostruite in epoca repubblicana), aureliane, leonine (medievali, intorno al Vaticano e a Borgo) e gianicolensi (seicentesche, intorno a Trastevere e al Gianicolo). La principale cerchia muraria della città, fatta costruire dall'imperatore Aureliano, è ancora in gran parte esistente e delimita il suo centro storico; in origine lunga circa 19 km con 18 porte, la maggior parte delle quali si apriva su una via consolare: tra le più imponenti ancora oggi, le attuali porta Maggiore, porta San Sebastiano e porta San Paolo.
Anche l'antica città di Ostia era dotata di una propria cinta muraria.

## Porte

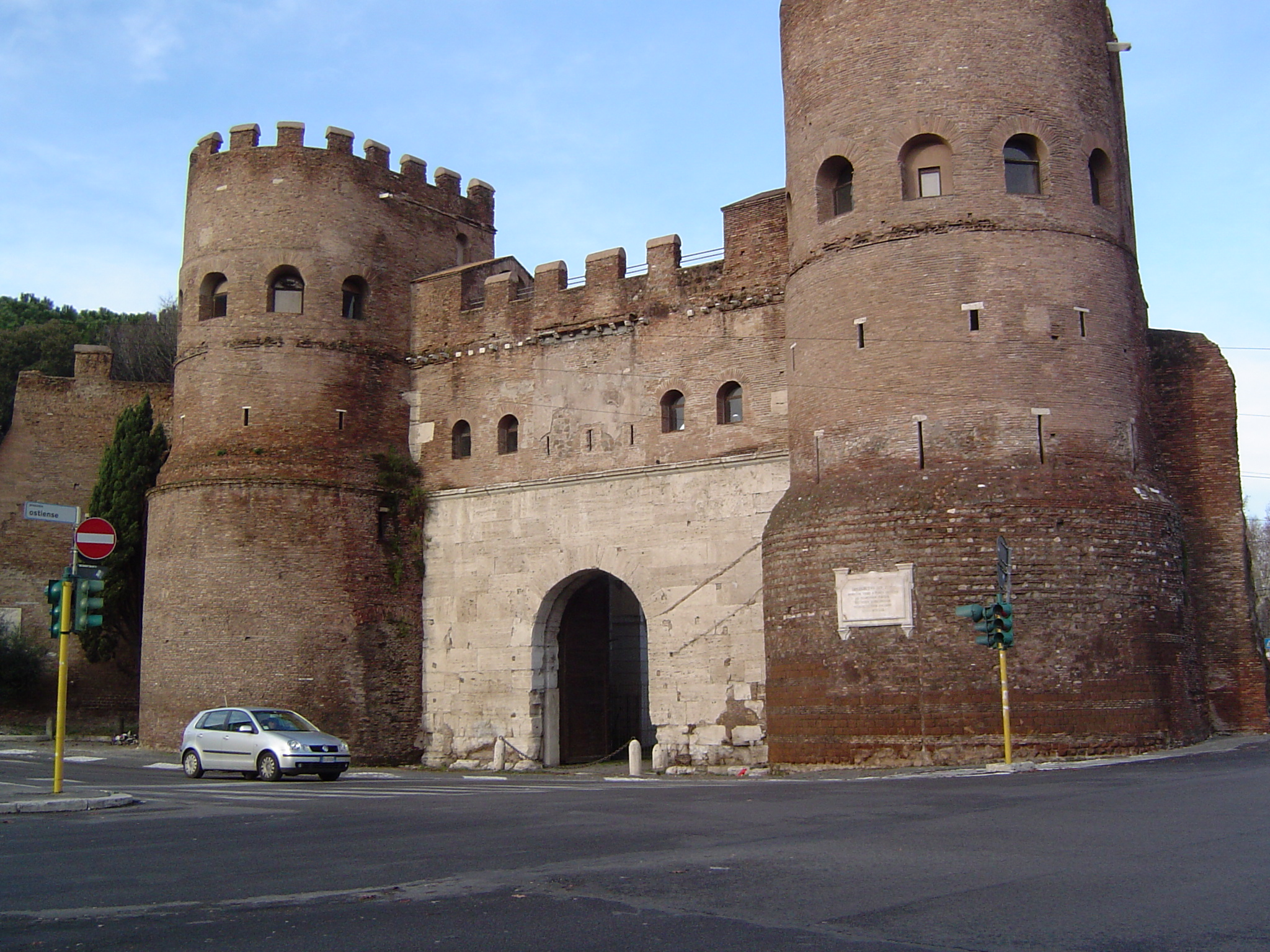
Porta San Paolo

Le numerose porte di Roma ebbero per secoli non solo una funzione militare di difesa, strettamente legata alle mura di cui facevano parte, ma ricoprirono diversi ruoli: permettevano l'ingresso in città provenendo dall'agro, facilitavano i collegamenti con le altre località (essendo poste in corrispondenza delle vie consolari), regolavano le attività di dogana, gli scambi commerciali, i controlli e i coprifuoco.
Probabilmente erano 3 le porte presenti nella primitiva cinta muraria tradizionalmente assegnata a Romolo; aumentarono a 10 con la costruzione delle repubblicane mura serviane. La principale cerchia muraria della città, fatta costruire da Aureliano, presentava 18 porte, la maggior parte delle quali coincideva con una via consolare.
Le porte più importanti facenti parte della cinta aureliana erano costituite da due ingressi gemelli, con copertura ad arco, paramento in travertino e due torri semicircolari (ad esempio Porta San Sebastiano e Porta San Paolo); altre porte presentavano un arco semplice anziché l'arco doppio; le porte più semplici, invece, erano inserite al centro di un tratto di mura, tra due torri quadrate appartenenti alla cinta muraria. Molte porte vennero demolite, altre chiuse; alcune vennero ricostruite o ristrutturate, come Porta del Popolo, o sostituirono antiche porte non più esistenti, come Porta Pia, realizzata da Michelangelo nei pressi di Porta Nomentana.

## Forti
Divenuta capitale del Regno d'Italia, Roma progettò un nuovo sistema difensivo, basato sulla costruzione di un campo trincerato composto da 15 forti e 4 batterie. Iniziato nel 1877, il sistema difensivo fu ultimato nel 1891: i forti furono ubicati intorno alla città, mantenendo una distanza di circa 4–5 km dalla cerchia muraria aureliana e di circa 2–3 km l'uno con l'altro.
Si venne così a formare una cinta fortificata lunga circa 40 km, il cui scopo era quello di difendere la città di Roma da eventuali attacchi nemici, in particolar modo da eventuali sbarchi sul litorale del mar Tirreno. I forti, solitamente di forma trapezoidale, si trovavano in aperta campagna ed erano collegati alla città attraverso le strade consolari, da cui talvolta prendevano nome: in ordine alfabetico, Antenne, Appia Antica, Ardeatina, Aurelia Antica, Boccea, Braschi, Bravetta, Casilina, Monte Mario, Ostiense, Portuense, Pietralata, Prenestina, Tiburtina e Trionfale. Le batterie Tevere, Appia Pignatelli, Porta Furba e Nomentana hanno pianta esagonale.

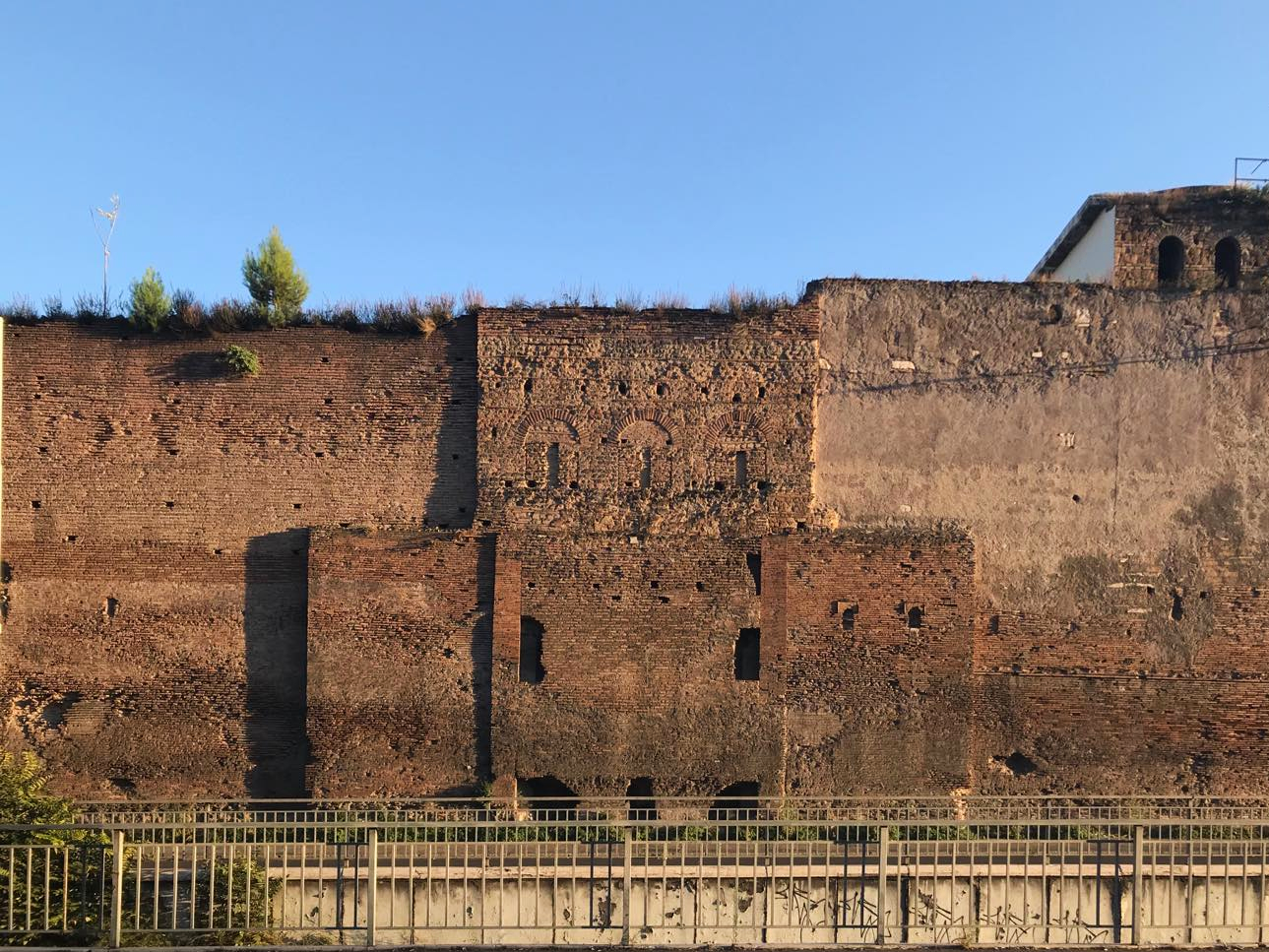
Porta Praetoriana (chiusa) lungo i muri dei Castra Praetoria

In seguito all'espansione urbanistica ed edilizia della Roma del dopoguerra e ancor più degli anni sessanta, i forti, in disuso da tempo a causa dell'evoluzione delle tecniche balistiche e delle strategie militari, furono inglobati nel tessuto urbano; alcuni furono adibiti a caserme e depositi militari, altri furono consegnati al Comune di Roma e abbandonati.

## Castra
I castra erano gli antichi accampamenti dell'esercito romano (o caserme militari), fortificati in forma stabile o provvisoria. Ospitavano i corpi militari che avevano sede in Roma.
Vi erano i castra Praetoria, la caserma dei pretoriani, situata nell'estrema parte nord-orientale della città, tra i colli Viminale ed Esquilino, tra la via Nomentana e la via Tiburtina; i castra Urbana, sede delle coorti di polizia; i castra nova equitum singolarium, costruiti per volere di Settimio Severo, che erano posti nella zona attualmente occupata dalla basilica di San Giovanni in Laterano e che sostituirono i castra priora equitum singularium, rinvenuti sul Celio; i castra Misenatium, dove era stanziata una squadra di marinai del porto militare di Miseno; i castra Ravennatium, l'acquartieramento dei marinai provenienti dal porto di Classe; infine, i castra Peregrina, dove erano distaccati i soldati degli eserciti provinciali impiegati in Roma per funzioni particolari.

## Caserme

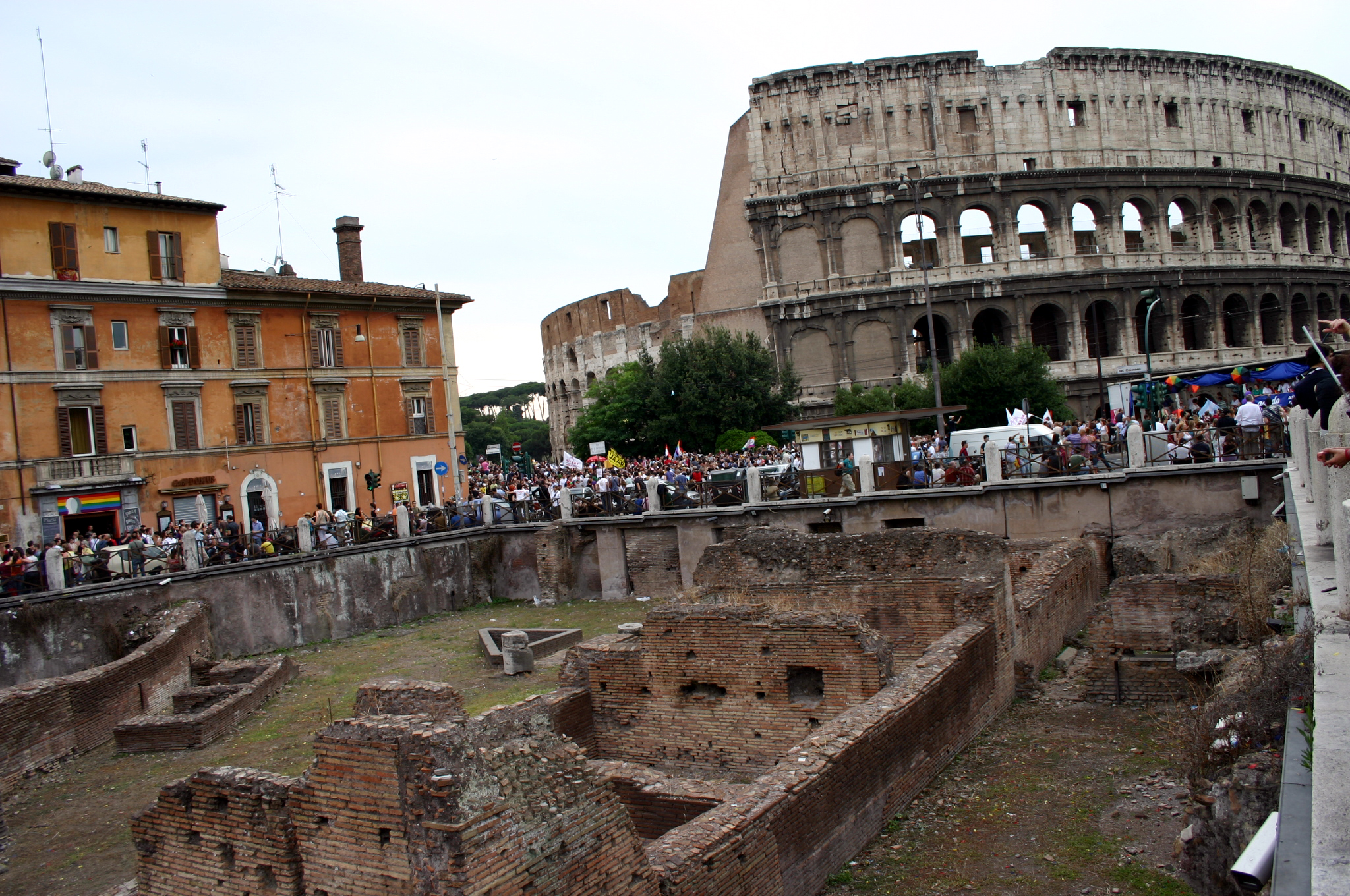
La caserma del Ludus Magnus

Oltre ai diversi castra, nell'antichità vi erano in Roma alcuni ludi gladiatorii, le caserme dei gladiatori. Domiziano ne fece costruire quattro nei pressi del Colosseo; in seguito furono restaurate da Traiano.
L'unico superstite è il Ludus Magnus, immediatamente a est dell'anfiteatro Flavio, tra la via Labicana e via di San Giovanni in Laterano; la caserma, di cui restano i tratti settentrionali e che, tramite un tunnel, raggiungeva direttamente i sotterranei del Colosseo, è stata scoperta nel 1937; il Ludus Dacicus era sito tra il Magnus e la grande esedra delle terme di Traiano, davanti alla facciata della Domus Aurea neroniana; il Ludus Gallicus e il Ludus Matutinus, invece, erano posti a breve distanza, a sud del Ludus Magnus. Il Matutinus era destinato ai bestiarii che combattevano con le fiere).
Numerose sono le caserme erette nell'età moderna per l'abitazione, l'istruzione e l'educazione delle truppe: tra queste, la caserma Giacomo Acqua, in piazza del Popolo, già caserma dei carabinieri pontifici e oggi sede del Comando della Legione Carabinieri "Lazio"; la caserma dei Carabinieri a Tor di Quinto (intitolata a Salvo D'Acquisto), sede del Centro Nazionale di Selezione e Reclutamento; la caserma Podgora, a Trastevere. Diverse caserme sono state costruite in successione lungo via delle Milizie (così chiamata proprio per la presenza di queste architetture militari) e viale Giulio Cesare, nel rione Prati: esse sono la caserma Cavour, la caserma Luciano Manara, la caserma Nazario Sauro e la caserma Orlando De Tommaso.
Appartiene al Comando Logistico dell'Esercito (dipartimento di Sanità) l'ospedale militare Celio, costruito tra il 1885 e il 1891 sull'area occupata dalla villa Casali e, anticamente, dalla basilica Hilariana.